# ラーオディケー
ラーオディケー（古希: Λαοδίκη, Lāodikē）は、ギリシア神話の女性である。長母音を省略してラオディケとも表記される。同名の女性が複数知られ、
- キニュラースの娘
- プリアモスの娘
- アガメムノーンの娘
- アガペーノールの子孫

などがいる。以下に順に説明する。

## キニュラースの娘
このラーオディケーは、キニュラースの娘で、アルカディアの王エラトスの妻となり、ステュムパーロス、ペレウスを生んだ。

## プリアモスの娘
このラーオディケーは、トロイア王プリアモスとヘカベーの娘で、ヘクトール、パリス、デーイポボス、ヘレノス、パムモーン、ポリーテース、アンティポス、ヒッポノオス、ポリュドーロス、トローイロス、クレウーサ、カッサンドラー、ポリュクセネーと兄弟。『イーリアス』によればアンテーノールの子ヘリカーオーンの妻だが、ミューシア王テーレポスの妻ともいわれる。テーセウスの子アカマースとの間にムーニートスを生んだ。
ラーオディケーはプリアモスの娘たちの間で最も美人だったとされる。
トロイア戦争のとき、ディオメーデースとアカマースがヘレネーの返還を要求しにやって来たとき、アカマースに恋をし、彼の子ムーニートスを生んだ。後にトロイアが陥落したとき、ラーオディケーは捕虜になることを嫌い、神々に大地に呑みこまれることを望んだ。そこで神々は大地を割り、ラーオディケーはその中に消えた。

## アガメムノーンの娘
このラーオディケーは、『イーリアス』によればアガメムノーンとクリュタイムネーストラーの娘で、クリューソテミス、イーピアナッサと姉妹。後のギリシア悲劇のエーレクトラーにあたるとされる。

## アガペーノールの子孫
このラーオディケーは、トロイア戦争に参加したアルカディア王アガペーノールの子孫で、キュプロスのパポスの人。アルカディア、テゲアーのアテナー・アレアーの神殿に長衣を奉納し、テゲアーに「パポスに坐すアプロディーテー」の神殿を建設した。